# والتر إيلي كلارك
والتر إيلي كلارك هو محرر وناشر وصحفي وسياسي أمريكي، ولد في 7 يناير 1869 في Ashford, Connecticut ‏ في الولايات المتحدة، وتوفي في 4 فبراير 1950 في تشارلستون في الولايات المتحدة بسبب نوبة قلبية. نشط حزبياً في الحزب الجمهوري. وقد انتخب Governor of the Territory of Alaska ‏ (24 أغسطس 1912 – 18 أبريل 1913).

## وصلات خارجية
- والتر إيلي كلارك على موقع إن إن دي بي (الإنجليزية)